# Кладник
Кладник (на македонска литературна норма: Кладник; на албански: Klladniku) е село в община Другово, в западната част на Северна Македония.

## География
Селото е разположено в областта Долна Копачка.

## История
В XIX век Кладник е чисто българско село в Кичевска каза на Османската империя. Църквата „Света Богородица“ е от средата на XIX век. В „Етнография на вилаетите Адрианопол, Монастир и Салоника“, издадена в Константинопол в 1878 година и отразяваща статистиката на населението от 1873 година, Кладник (Kladnik) е посочено като село с 36 домакинства със 124 жители българи.
В 1868 година бакалинът Гюре Калайджиев и касапинът Стефан Костич от Кладник са спомоществуватели за белградското издание на „Поучително евангелие“ на Софроний Врачански.
Според статистиката на Васил Кънчов („Македония. Етнография и статистика“) към 1900 година в Кладник живеят 480 българи-християни.
На Етнографската карта на Битолския вилает на Картографския институт в София от 1901 година Кладник е чисто българско село в Кичевската каза на Битолския санджак с 60 къщи.
Цялото село e под върховенството на Българската екзархия. По данни на секретаря на екзархията Димитър Мишев („La Macédoine et sa Population Chrétienne“) в 1905 година в Кладник има 608 българи екзархисти и функционира българско училище.
Статистика, изготвена от кичевския училищен инспектор Кръстю Димчев през лятото на 1909 година, дава следните данни за Кладник:
| Домакинства | Гурбетчии | Грамотни | Грамотни | Грамотни | Неграмотни | Неграмотни | Неграмотни |
| Домакинства | Гурбетчии | мъже     | жени     | общо     | мъже       | жени       | общо       |
| ----------- | --------- | -------- | -------- | -------- | ---------- | ---------- | ---------- |
| 75          | 82        | 99       | 23       | 122      | 136        | 205        | 341        |

При избухването на Балканската война 5 души от Кладник са доброволци в Македоно-одринското опълчение.
След Междусъюзническата война в 1913 година селото попада в Сърбия.
По време на българското управление на Вардарска Македония през Първата световна война Кладник е част от Карбунишка община в Кичевка околия на Битолски окръг и има 352 жители.
На етническата си карта на Северозападна Македония в 1929 година Афанасий Селишчев отбелязва Кладник като българско село.
Според преброяването от 2002 година селото има 20 жители македонци.
От 1996 до 2013 година селото е част от община Другово.

## Личности
Родени в Кладник
- Алексо Митанов (1870 – ?), български революционер от ВМОРО